# 居里定律
居里定律是指在顺磁性材料中，材料的磁化强度大致与施加的磁场强度成正比。然而，若加热材料，则比值减小。对于固定场强的磁场，磁化率大致与温度成反比。
{\displaystyle \mathbf {M} =C\cdot {\frac {\mathbf {B} }{T}},}
其中
{\displaystyle \mathbf {M} }是磁化强度
{\displaystyle \mathbf {B} }是磁感应强度
{\displaystyle T}是温度，以开尔文为单位
{\displaystyle C}是材料的居里常数
居里定律是在实验中由皮埃尔·居里得到的，它适用于相对高温及弱磁场的条件下。而从其物理本源上推导，则能得到在低温和强磁场条件下，磁化强度趋于饱和的结果，而非由定律预言的持续增加。

## 用量子力学推导

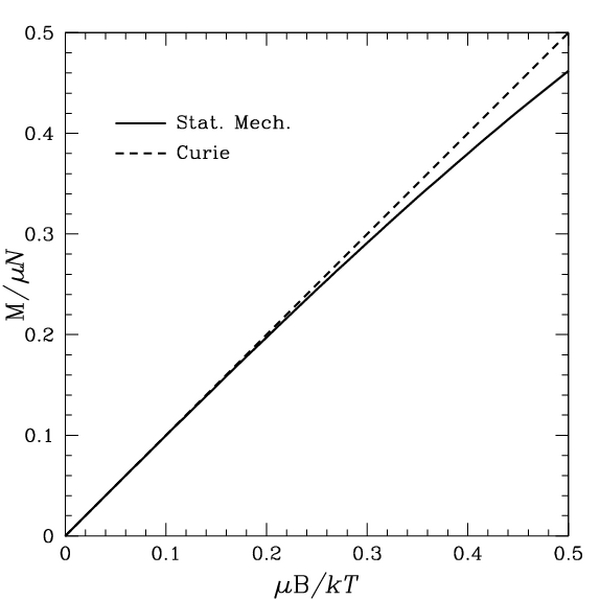
顺磁体的磁化强度 是温度的反比函数.

顺磁体简单的数学模型可以看作由没有相互作用的粒子组成。每一个粒子都有磁矩{\displaystyle {\vec {\mu }}}。磁场中磁矩的能量由下式给出：
{\displaystyle E=-{\boldsymbol {\mu }}\cdot \mathbf {B} .}

### 双态 (自旋-½)粒子
为简化计算，可将顺磁体内的粒子看作是双态粒子：其磁矩与磁场的方向要么平行要么相反。因此，磁矩的可能值只能是{\displaystyle \mu }或者{\displaystyle -\mu } 。如果是这样，那么这样的粒子只有两种可能的能量
{\displaystyle E_{0}=-\mu B}
以及
{\displaystyle E_{1}=\mu B.}
顺磁体的磁化强度一般意味着粒子磁矩与磁场同向的可能性。换句话说，就是磁化强度{\displaystyle \mu }的期望值：
{\displaystyle \left\langle \mu \right\rangle =\mu P\left(\mu \right)+(-\mu )P\left(-\mu \right)={1 \over Z}\left(\mu e^{\mu B\beta }-\mu e^{-\mu B\beta }\right)={2\mu  \over Z}\sinh(\mu B\beta ),}
其中，每一种情况的概率由其玻尔兹曼因子给出，配分函数{\displaystyle Z}为概率提供必要的归一化（即所有这些概率的总和是归一的）。
一个粒子的配分函数是
{\displaystyle Z=\sum _{n=0,1}e^{-E_{n}\beta }=e^{\mu B\beta }+e^{-\mu B\beta }=2\cosh \left(\mu B\beta \right).}
因此，在双态粒子简单的情形中，下式會成立
{\displaystyle \left\langle \mu \right\rangle =\mu \tanh \left(\mu B\beta \right).}
这是单个粒子的磁化强度，固体的总磁化强度由下式给出

{\displaystyle M=n\left\langle \mu \right\rangle =n\mu \tanh \left({\mu B \over kT}\right)}
其中n是磁矩的数密度。上式被称为朗之万顺磁方程。
皮埃尔·居里（Pierre Curie）在实验中发现：当顺磁体处于相对较高的温度和较低的磁场中，这个定律的近似成立。在{\displaystyle T}值较大且{\displaystyle B}值较小时，上式中双曲正切的自变量减少，即：
{\displaystyle \left({\mu B \over kT}\right)\ll 1}
上式有时被称为 居里区间. 同时，如果{\displaystyle |x|\ll 1}，那么{\displaystyle \tanh x\approx x}，因此

{\displaystyle \mathbf {M} (T\rightarrow \infty )={n\mu ^{2} \over k}{\mathbf {B}  \over T},}
因此磁化强度也很小，有{\displaystyle B\approx \mu _{0}H}，可以得到 
{\displaystyle M\approx {\frac {\mu _{0}\mu ^{2}n}{k}}{\frac {H}{T}},}
更重要的一点是，磁化率由下式给出
{\displaystyle \chi ={\frac {\partial M}{\partial H}}\approx {\frac {M}{H}}}
即
{\displaystyle \chi (T\to \infty )={\frac {C}{T}},}
其中 居里常数 {\displaystyle C=\mu _{0}n\mu ^{2}/k}，其单位是开尔文 (K)。
在低温或高场的情况下，{\displaystyle M}趋向于{\displaystyle n\mu }的最大值，对应于所有粒子与场完全对齐。由于这个计算没有描述嵌入费米表面深处的电子，泡利不相容原理禁止其自旋翻转，所以它没有举例说明这个问题在低温下的量子统计。根据费米-狄拉克分布，在低温下{\displaystyle M}线性依赖于磁场，因此磁化率饱和到一个常数。

### 一般情况
当粒子具有任意自旋（任意数量的自旋状态）时，公式有点复杂。
在低磁场或高温下，自旋遵循居里定律，居里常数
{\displaystyle C={\frac {\mu _{B}^{2}}{3k_{B}}}ng^{2}J(J+1)}
其中 {\displaystyle J}是总角动量量子数，{\displaystyle g} 是 自旋的{\displaystyle g}因子 (例如 {\displaystyle \mu =gJ\mu _{B}} 是磁量子数)。
对于更一般的公式及其推导（包括高场强，低温），请参阅文章：布里渊函数。 当自旋接近无穷大时，磁化公式接近下一节中推导的经典值。

## 用经典统计力学推导
当顺磁子被想象为经典的、自由旋转的磁矩时，适用另一种处理方法。在这种情况下，它们的位置将由它们在球坐标中的角度确定，其中一个粒子的能量是
{\displaystyle E=-\mu B\cos \theta ,}
其中 {\displaystyle \theta } 是磁矩和磁场之间的角度（假设磁场指向{\displaystyle z}轴）。对应的配分函数为
{\displaystyle Z=\int _{0}^{2\pi }d\phi \int _{0}^{\pi }d\theta \sin \theta \exp(\mu B\beta \cos \theta ).}
可以看出上式中被积函数对 {\displaystyle \phi } 角没有依赖性，令 {\displaystyle y=\cos \theta } 以获得
{\displaystyle Z=2\pi \int _{-1}^{1}dy\exp(\mu B\beta y)=2\pi {\exp(\mu B\beta )-\exp(-\mu B\beta ) \over \mu B\beta }={4\pi \sinh(\mu B\beta ) \over \mu B\beta .}}
现在，磁化强度的{\displaystyle z}分量的预期值（另外两个被视为零，由于在{\displaystyle \phi }上的积分），由下式给出
{\displaystyle \left\langle \mu _{z}\right\rangle ={1 \over Z}\int _{0}^{2\pi }d\phi \int _{0}^{\pi }d\theta \sin \theta \exp(\mu B\beta \cos \theta )\left[\mu \cos \theta \right].}
为简化计算, 可以将其写作{\displaystyle Z}微分：
{\displaystyle \left\langle \mu _{z}\right\rangle ={1 \over Z\beta }{\frac {\partial Z}{\partial B}}={1 \over \beta }{\frac {\partial \ln Z}{\partial B}}}

（这种方法也可以用于上面的模型，但计算非常简单，所以没有那么有用。）
继续推导发现 
{\displaystyle \left\langle \mu _{z}\right\rangle =\mu L(\mu B\beta ),}
其中 {\displaystyle L} 是郎之万函数:
{\displaystyle L(x)=\coth x-{1 \over x}.}
对于小 {\displaystyle x}，此函数似乎是奇异的，但事实并非如此，因为两个奇异项相互抵消。事实上，它对小参数的极限是{\displaystyle L(x)\approx x/3}，因此居里极限也适用，但在这种情况下，居里常数要小三倍。同样，对于其参数的较大值，函数在 {\displaystyle 1} 处饱和，并且同样会恢复相反的极限。